# Marele Premiu al Arabiei Saudite din 2024
Marele Premiu al Arabiei Saudite din 2024 (cunoscut oficial ca Formula 1 STC Saudi Arabian Grand Prix 2024) a fost o cursă auto de Formula 1 ce s-a desfășurat pe 9 martie 2024 pe Circuitul Djedda Corniche din Djedda, Arabia Saudită. Cursa a fost cea de-a doua etapă a Campionatului Mondial de Formula 1 al FIA din 2024, fiind pentru a patra oară când această cursă a avut loc în Arabia Saudită.
Campionul en-titre Max Verstappen a câștigat cursa după ce a plecat din pole position, ajungând la nouă victorii consecutive în Campionatul Mondial. Sergio Pérez s-a clasat pe locul 2 pentru a realiza al doilea 1-2 al sezonului pentru Red Bull Racing. Charles Leclerc de la Ferrari a completat podiumul, realizând între timp și cel mai rapid tur al cursei.

## Context
Pilotul de Formula 2 și cel de rezervă al Ferrari, Oliver Bearman, l-a înlocuit pe Carlos Sainz Jr. începând cu a treia sesiune de antrenamente libere, după ce acesta din urmă a fost diagnosticat cu apendicită și s-a retras din eveniment pentru a fi supus unei intervenții chirurgicale. Bearman și-a făcut astfel debutul în Formula 1.
Furnizorul de anvelope Pirelli a adus compușii de anvelope C2, C3 și C4 (denumiți duri, medii și, respectiv, moi) pentru ca echipele să le folosească la eveniment.

## Calificări
Calificările au avut loc pe 8 martie 2024 începând cu ora locală 20:00 (UTC+3), ora 19:00 EET.
| Poz.                  | Nr. | Pilot            | Constructor                  | Timpi calificări | Timpi calificări | Timpi calificări | Grila finală |
| Poz.                  | Nr. | Pilot            | Constructor                  | Q1               | Q2               | Q3               | Grila finală |
| --------------------- | --- | ---------------- | ---------------------------- | ---------------- | ---------------- | ---------------- | ------------ |
| 1                     | 1   | Max Verstappen   | Red Bull Racing-Honda RBPT   | 1:28,171         | 1:28,033         | 1:27,472         | 1            |
| 2                     | 16  | Charles Leclerc  | Ferrari                      | 1:28,318         | 1:28,112         | 1:27,791         | 2            |
| 3                     | 11  | Sergio Pérez     | Red Bull Racing-Honda RBPT   | 1:28,638         | 1:28,467         | 1:27,807         | 3            |
| 4                     | 14  | Fernando Alonso  | Aston Martin Aramco-Mercedes | 1:28,706         | 1:28,122         | 1:27,846         | 4            |
| 5                     | 81  | Oscar Piastri    | McLaren-Mercedes             | 1:28,755         | 1:28,343         | 1:28,089         | 5            |
| 6                     | 4   | Lando Norris     | McLaren-Mercedes             | 1:28,805         | 1:28,479         | 1:28,132         | 6            |
| 7                     | 63  | George Russell   | Mercedes                     | 1:28,749         | 1:28,448         | 1:28,316         | 7            |
| 8                     | 44  | Lewis Hamilton   | Mercedes                     | 1:28,994         | 1:28,606         | 1:28,460         | 8            |
| 9                     | 22  | Yuki Tsunoda     | RB-Honda RBPT                | 1:28,988         | 1:28,564         | 1:28,547         | 9            |
| 10                    | 18  | Lance Stroll     | Aston Martin Aramco-Mercedes | 1:28,250         | 1:28,578         | 1:28,572         | 10           |
| 11                    | 38  | Oliver Bearman   | Ferrari                      | 1:28,984         | 1:28,642         | N/A              | 11           |
| 12                    | 23  | Alexander Albon  | Williams-Mercedes            | 1:29,107         | 1:28,980         | N/A              | 12           |
| 13                    | 20  | Kevin Magnussen  | Haas-Ferrari                 | 1:29,069         | 1:29,020         | N/A              | 13           |
| 14                    | 3   | Daniel Ricciardo | RB-Honda RBPT                | 1:29,065         | 1:29,025         | N/A              | 14           |
| 15                    | 27  | Nico Hülkenberg  | Haas-Ferrari                 | 1:29,055         | Fără timp        | N/A              | 15           |
| 16                    | 77  | Valtteri Bottas  | Kick Sauber-Ferrari          | 1:29,179         | N/A              | N/A              | 16           |
| 17                    | 31  | Esteban Ocon     | Alpine-Renault               | 1:29,475         | N/A              | N/A              | 17           |
| 18                    | 10  | Pierre Gasly     | Alpine-Renault               | 1:29,479         | N/A              | N/A              | 18           |
| 19                    | 2   | Logan Sargeant   | Williams-Mercedes            | 1:29,526         | N/A              | N/A              | 19           |
| Regula 107%: 1:34,342 |     |                  |                              |                  |                  |                  |              |
| —                     | 24  | Zhou Guanyu      | Kick Sauber-Ferrari          | Fără timp        | N/A              | N/A              | 20           |
| Sursa:                |     |                  |                              |                  |                  |                  |              |

Note
- ^1 – Zhou Guanyu nu a reușit să stabilească un timp de calificare. I s-a permis să concureze la discreția comisarilor de cursă.[6]

## Cursa
Cursa a avut loc pe 9 martie 2024 începând cu ora locală 20:00 (UTC+3), ora 19:00 EET, și a durat 50 de tururi.
| Poz.                                                               | Nr. | Pilot            | Constructor                  | Tururi | Timp/Retras     | Grilă | Puncte |
| ------------------------------------------------------------------ | --- | ---------------- | ---------------------------- | ------ | --------------- | ----- | ------ |
| 1                                                                  | 1   | Max Verstappen   | Red Bull Racing-Honda RBPT   | 50     | 1:20:43,273     | 1     | 25     |
| 2                                                                  | 11  | Sergio Pérez     | Red Bull Racing-Honda RBPT   | 50     | +13,643         | 3     | 18     |
| 3                                                                  | 16  | Charles Leclerc  | Ferrari                      | 50     | +18,639         | 2     | 16     |
| 4                                                                  | 81  | Oscar Piastri    | McLaren-Mercedes             | 50     | +32,007         | 5     | 12     |
| 5                                                                  | 14  | Fernando Alonso  | Aston Martin Aramco-Mercedes | 50     | +35,759         | 4     | 10     |
| 6                                                                  | 63  | George Russell   | Mercedes                     | 50     | +39,936         | 7     | 8      |
| 7                                                                  | 38  | Oliver Bearman   | Ferrari                      | 50     | +42,679         | 11    | 6      |
| 8                                                                  | 4   | Lando Norris     | McLaren-Mercedes             | 50     | +45,708         | 6     | 4      |
| 9                                                                  | 44  | Lewis Hamilton   | Mercedes                     | 50     | +47,391         | 8     | 2      |
| 10                                                                 | 27  | Nico Hülkenberg  | Haas-Ferrari                 | 50     | +1:16,996       | 15    | 1      |
| 11                                                                 | 23  | Alexander Albon  | Williams-Mercedes            | 50     | +1:28,354       | 12    |        |
| 12                                                                 | 20  | Kevin Magnussen  | Haas-Ferrari                 | 50     | +1:45,737       | 13    |        |
| 13                                                                 | 31  | Esteban Ocon     | Alpine-Renault               | 49     | +1 tur          | 17    |        |
| 14                                                                 | 2   | Logan Sargeant   | Williams-Mercedes            | 49     | +1 tur          | 19    |        |
| 15                                                                 | 22  | Yuki Tsunoda     | RB-Honda RBPT                | 49     | +1 tur          | 9     |        |
| 16                                                                 | 3   | Daniel Ricciardo | RB-Honda RBPT                | 49     | +1 tur          | 14    |        |
| 17                                                                 | 77  | Valtteri Bottas  | Kick Sauber-Ferrari          | 49     | +1 tur          | 16    |        |
| 18                                                                 | 24  | Zhou Guanyu      | Kick Sauber-Ferrari          | 49     | +1 tur          | 20    |        |
| Ab                                                                 | 18  | Lance Stroll     | Aston Martin Aramco-Mercedes | 5      | Accident        | 10    |        |
| Ab                                                                 | 10  | Pierre Gasly     | Alpine-Renault               | 1      | Cutia de viteze | 18    |        |
| Cel mai rapid tur: Charles Leclerc (Ferrari) – 1:31,632 (turul 50) |     |                  |                              |        |                 |       |        |
| Sursa:                                                             |     |                  |                              |        |                 |       |        |

Note
- ^1 – Sergio Pérez a primit o penalizare de cinci secunde pentru o lansare nesigură de la boxe. Poziția sa finală nu a fost afectată de penalizare.[7]
- ^2 – Include un punct pentru cel mai rapid tur.[8]
- ^3 – Kevin Magnussen a terminat pe locul 11, dar a primit o penalizare totală de 20 de secunde pentru că a provocat o coliziune cu Alexander Albon și pentru că a părăsit pista și a câștigat un avantaj.[7]
- ^4 – Yuki Tsunoda a terminat pe locul 14, dar a primit o penalizare de cinci secunde după cursă pentru o lansare nesigură de la boxe.[7]

## Clasamentele campionatelor după cursă
|        | Poz. | Pilot           | Pct. |
| ------ | ---- | --------------- | ---- |
|        | 1    | Max Verstappen  | 51   |
|        | 2    | Sergio Pérez    | 36   |
| 1      | 3    | Charles Leclerc | 28   |
| 1      | 4    | George Russell  | 18   |
| 3      | 5    | Oscar Piastri   | 16   |
| Sursa: |      |                 |      |

|        | Poz. | Constructor                  | Pct. |
| ------ | ---- | ---------------------------- | ---- |
|        | 1    | Red Bull Racing-Honda RBPT   | 87   |
|        | 2    | Ferrari                      | 49   |
| 1      | 3    | McLaren-Mercedes             | 28   |
| 1      | 4    | Mercedes                     | 26   |
|        | 5    | Aston Martin Aramco-Mercedes | 13   |
| Sursa: |      |                              |      |

- Notă: Doar primele cinci locuri sunt prezentate în ambele clasamente.